# Mont-sur-Courville
Mont-sur-Courville ist eine französische Gemeinde mit 117 Einwohnern (Stand: 1. Januar 2022) im Département Marne in der Region Grand Est (vor 2016 Champagne-Ardenne). Die Gemeinde gehört zum Arrondissement Reims und zum Kanton Fismes-Montagne de Reims. Die Einwohner werden Montois genannt.

## Geographie
Mont-sur-Courville liegt etwa 33 Kilometer westnordwestlich des Stadtzentrums von Reims. Umgeben wird Mont-sur-Courville von den Nachbargemeinden Saint-Gilles im Norden, Courville im Osten und Nordosten, Arcis-le-Ponsart im Süden und Südosten, Dravegny im Westen und Südwesten sowie Mont-Saint-Martin im Nordwesten. An der nordwestlichen Gemeindegrenze verläuft das Flüsschen Orillon.

## Bevölkerungsentwicklung
| Jahr                       | 1962 | 1968 | 1975 | 1982 | 1990 | 1999 | 2006 | 2018 |
| Einwohner                  | 99   | 80   | 83   | 81   | 78   | 99   | 124  | 123  |
| Quellen: Cassini und INSEE |      |      |      |      |      |      |      |      |

## Sehenswürdigkeiten
- Kirche Notre-Dame